# Corrensaguet
Le Corrensaguet est un ancien territoire de Gascogne, à la fois et tour à tour région naturelle, baronnie et archidiaconé.

## Caractéristiques
Les textes mentionnent plus souvent la dimension géographique du Corrensaguet que celle de la division ecclésiastique de l'archidiaconé, tout comme l'« emboîtement d'un archidiaconé comme partie d'un évêché » comme pour la bastide de Biane qui se situe « en las pertenensas de Corrensag et dedant l'archevêcha d'Auch » se rencontre rarement. De même, rien ne vient corréler les limites de l'archidiaconé données par l'abbé Dubord et par la carte des archidiaconés du Gers de Zacharie Baqué avec celles d'un Corrensaguet féodal dont il est seulement dit qu'il fut une partie du comté de Fezensac primitif puis que les seigneurs de Montaut en furent les maîtres. Les limites de l'archidiaconé lui-même sont loin d'être précises puisque se trouvent citées parmi ses paroisses des églises géographiquement en enclave dans d'autres circonscriptions féodales ou ecclésiastiques (Astarac pour Mazères et Fanjeaux, diocèse de Lectoure pour Miramont, Gabarret et Lalanne).

## Localisation
Quatre pouillés du cartulaire noir de Sainte-Marie d'Auch permettent d'identifier les églises disparues des archidiaconés de l'archidiocèse d'Auch dont ils fixent l'étendue et dont fait partie le Corrensaguet avec ceux d'Armagnac, Eauzan, Sos, Pardeilhan, Sempuy, Pardiac, Astarac en deçà du Gers, Astarac au-delà du Gers, Vic, Anglès et Sabanès. La ville d'Auch et ses paroisses ne sont comprises dans aucun des archidiaconés. Six d'entre eux, le Corrensaguet, par Malartic, Saint-Cricq et Montégut, le Vici, le Sabanès, l'Anglès et les deux Astarac atteignent la campagne auscitaine d'où ils rayonnent. Le territoire du Corrensaguet s'étend entre Gers et Gimone, de Montestruc à Sainte-Marie et de Montégut à Bédéchan, ou encore d'Aubiet à Puycasquier et de Montaut à Gimont,. Il est limitrophes avec les pays traditionnels ou régions naturelles du Pays de Gaure, du Fézensaguet, du Haut-Armagnac, du Gimois, du Savès et de l'Astarac.

## Historique

### Partie du territoire des Auscii

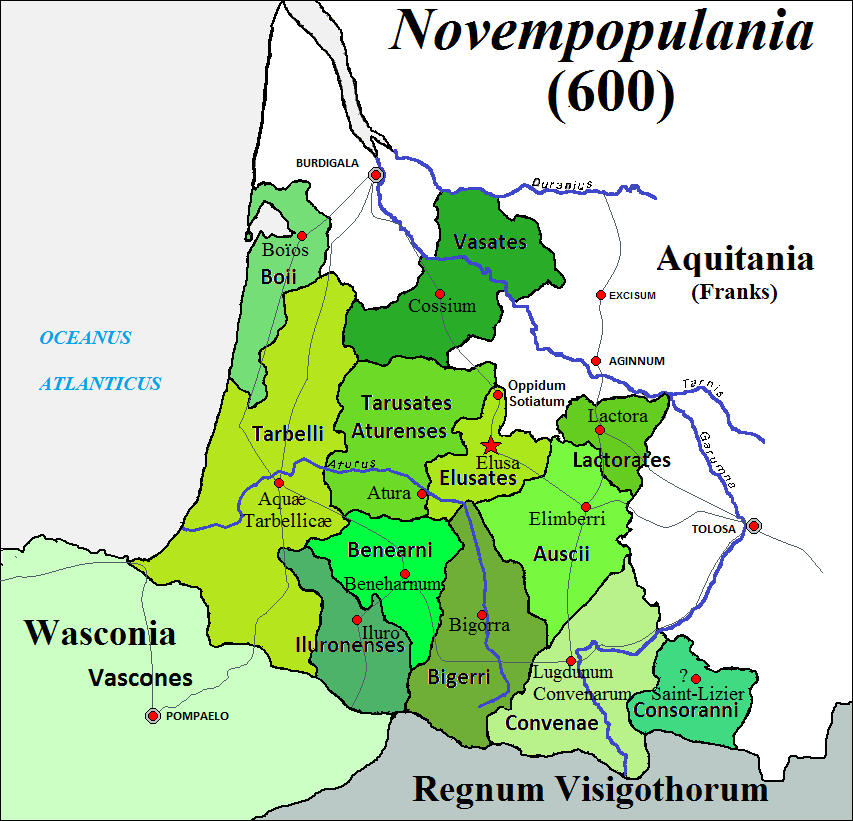
Territoire des Auscii au sein de la Novempopulanie vers 600.

Le territoire de ces sept circonscriptions correspond à celui du comté féodal de Fezensac réduit après le détachement en 965 du comté d'Armagnac. Il est géographiquement et géologiquement distinct du Bas-Armagnac et de l'Astarac qu'il jouxte. En 1098, les deux comtés sont réunis au profit des comtes d'Armagnac. L'appellation de Fezensac finit par tomber en désuétude et est remplacée par celle de Haut-Armagnac. Un important réseau routier rayonne depuis Auch, son chef-lieu. Tout le Haut-Armagnac est occupé par le peuple des Auscii, peut-être formé par le groupement de clans pré-romains fédérés du Corrensaguet, de Sabanès, des Anglès et des Vici.

### Partie du comté primitif de Fezensac

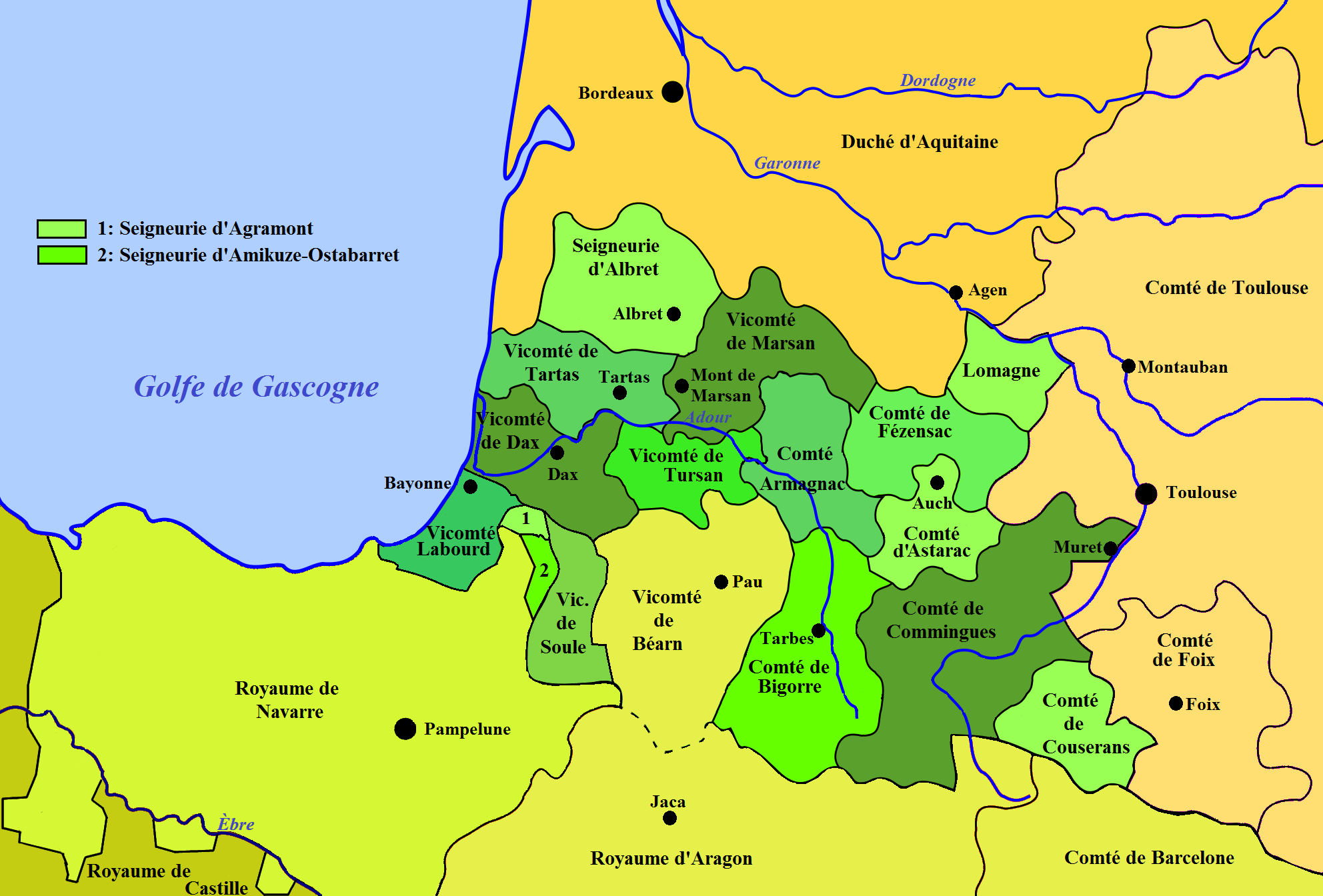
Comté de Fezensac vers 1150.

Garcia II Sanche dit Le Courbé, duc héréditaire de Gascogne, partage ses biens en 920 entre ses trois enfants. Guillaume Garcia hérite du Fezensac primitif. L'acte de partage est signé au Castrum fidentiacum, la citadelle de Vic-Fezensac dont l'origine remonte aux établissements pré-romains que les comtes, délaissant les villes antiques d'Eauze et d'Auch ruinées par les Barbares, avaient pris pour capitale, s'éloignant ainsi de l'autorité des évêques. Le Fezensac existait déjà comme comté bénéficiaire à l'époque de Charlemagne : à la mort du comte Burgundio (ru) en 801, son comté fut donné à Luitard, comte de Fezensac et comte d'Auch. Le Pagus auxensis ne désigne alors pas les diocèses primitifs d'Auch et d'Eauze mais l'étendue du comté carolingien qui est celle du comté féodal héréditaire au moment du partage de 920. Le Fezensac comtal primitif comprend le futur Fezensac réduit, l'Armagnac primitif, l'Astarac et le Pardiac, la moitié ouest du Fézensaguet et la vicomté de Magnoac. Il est délimité par un polygone qui contient Le Houga, Castelnau-d'Auzan, Mouchan, Fleurance, Monfort, Lalanne-Arqué, Montégut-Arros et Projan et correspond, du point de vue ecclésiastique, aux archidiaconés d'Armagnac, d'Eauzan, de Pardiac, de Vic, d'Anglès, de Pardeilhan, de Saint-Puy, de Sabanès et de Corrensaguet,.

### Baronnie
Les seigneurs de Montaut sont, entre autres, barons de Montaut et de Corrensaguet. Bernard de Montaut, IIe du nom, chevalier, qui succède à son père en 1218, est le premier des barons de Montaut à être mentionné comme possédant les pays et baronnie de Corrensaguet. Viennent ensuite Odon Ve du nom, chevalier, baron de Montaut et de Corrensaguet, vicomte de Lomagne, qui accorde des franchises et coutumes aux habitants de Rouillac en 1264 ; Odon VIe du nom, chevalier, baron de Montaut et de Corrensaguet, cité dans deux chartes en 1275 et 1276 ; Odon VIIe du nom, damoiseau puis chevalier, baron de Montaut et de Corrensaguet, qui rend hommage au comte d'Armagnac et de Fezensaguet pour la baronnie de Montault en 1320 ; Odon VIIIe du nom, chevalier, baron de Montaut et de Corrensaguet, qui épouse en 1364 Bellegarde de Montesquiou ; Guillaume de Montaut, seigneur de Montaut et de toute la vicomté de Corrensaguet en 1439.

### Archidiaconé
Circonscriptions ecclésiastiques facilitant l'administration du diocèse, les archidiaconés sont créés au XIe siècle. Ils disparaissent lors de la réorganisation de l'Église qui suit les guerres de religion du XVIe siècle. L'abbé Raymond Dubord (1814-1899), curé d'Aubiet et historien gascon du XIXe siècle publie entre 1889 et 1891 dans la Revue de Gascogne trois articles consacrés à l'« archidiaconé du Corrensaguet (diocèse d'Auch) aux XIVe et XVe siècles » qu'il localise ainsi donnant comme points de repère les rivières gasconnes de la Gimone, de l'Arçon, du Gers et de l'Arrats (curieusement orthographié « la Rats ») : 

« Au levant, à partir de la limite de Mauvezin, alors du diocèse de Lombez, l'archidiaconé de Corrensaguet avait pour limite la Gimone, jusqu'à Fangeau, qui était, avec Bédéchan, Aurimont et Mazères, les paroisses limitrophes du côté du midi. De là, laissant à gauche Castelnau-Barbarens et Pépieux, on se dirigeait vers le couchant et on arrivait au ruisseau de l'Arson, qui sépare Pessan de Montégut ; ce même ruisseau servait aussi de limite à l'archidiaconé jusqu'à son embouchure dans le Gers. A ce point on suivait le Gers jusqu'à la limite nord de Montastruc, pour passer sur la rive gauche de cette rivière, où se trouvaient, autour de La Sauvetat, quelques paroisses ressortissant du Corrensaguet, entre autres Réjaumont et Saint-Lary. On revenait ensuite sur la rive droite, pour arriver par la limite de Miramont, dernière paroisse du diocèse d'Auch, à celle qui, au levant, séparait, jusqu'à Saint-Antolin (c'est ainsi qu'on écrivait à cette époque), ce diocèse de celui de Lectoure. De là, par la limite de Mauvezin, on arrivait à la Rats qu'on franchissait pour revenir au point de départ sur la Gimone. »

— L'archidiaconé du Corrensaguet, Raymond Dubord, curé d'Aubiet, 1889
Suit la description des cinquante paroisses. Celles, dans le premier article, situées entre Gimone et Arrats et celles, dans les deux suivants, des archiprêtrés de Lussan et de Miramont qui dépendent de l'archidiaconé du Corrensaguet. Certaines de leurs églises ont disparu après le concordat de 1801 et sont connues seulement par les sources ecclésiastiques des XIVe et XVe siècles précitées,, :

#### Entre la Gimone et l'Arrats
- Église de Mazères-Campeils  Inscrit MH (voir) à Lartigue, aujourd'hui dans la paroisse de Castelnau-Barbarens en Astarac
- Église de Fanjeaux, paroisse regroupée avec Bédéchan
- Église de Saint-Caprais qui dépendait de l'abbaye de Planselve à Gimont
- Église de Juilles
- Églises Saint-Martin-du-Hours et Saint-Pé à Sainte-Marie
- Église de Blanquefort
- Les églises des cinq paroisses d'Aubiet : Saint-Martin-de-Tours puis Saint-Abdon-et-Saint-Sennens, Saint-Barthélémy, Saint-Jean-de-Bascous, Sainte-Catherine et Saint-Jean-de-Verdale, bâtie sur le lieu du martyre de saint Taurin ; toutes sont détruites lors des guerres de religion (Mauvezin, huguenote, est distante d'à peine quelques kilomètres)
- Les deux églises de L'Isle-Arné

#### Dans l'archiprêtré de Lussan (rive gauche de l'Arrats)
- Église Saint-Barthélémy de Lussan et ses annexes Notre-Dame-des-Neiges à Paillan et Saint-Jacques à Roquetaillade
- Églises de Marsan, de Cabessolles, de La Serre-Verdale et de Laboubée-Belloc
- Églises de Lahitte et Leboulin
- Église de Montégut

#### Dans l'archiprêtré de Miramont
- Église de Saint-Sauvy
- Églises d'Ansan et de Lucvielle
- Église de Nougaroulet
- Églises d'Augnax et de Saint-Antonin
- Églises de Montaut et de Malartic
- Églises de Mirepoix et de Bianne
- Églises de Crastes et de Mons
- Églises de Puycasquier et Notre-Dame de Gaillan
- Églises de Miramont, de Gabarret et de Lalanne
- Églises de Sainte-Christie, de Juillac et de Casteljaloux
- Églises de Tourrenquets et de Tourrens
- Églises de Preignan et de Gaudoux

## Protection du patrimoine
Quelques édifices ou leurs vestiges subsistent de la période féodale du petit pays du Corrensaguet et font l'objet d'une protection au titre des monuments historiques : l'église, et le pigeonnier de Mazère, en Astarac, le château de Miramont-Latour, en Lomagne, mais mentionnés dans les pouillés de Sainte-Marie d'Auch comme relevant de l'archidiaconé du Corrensaguet, la grange cistercienne de La Grange à Juilles, l'église Saint-André de Lahitte, l'église et le pigeonnier de Lussan, l'église Saint-Michel et la porte de Montaut-les-Créneaux, l'église et la halle de Puycasquier.

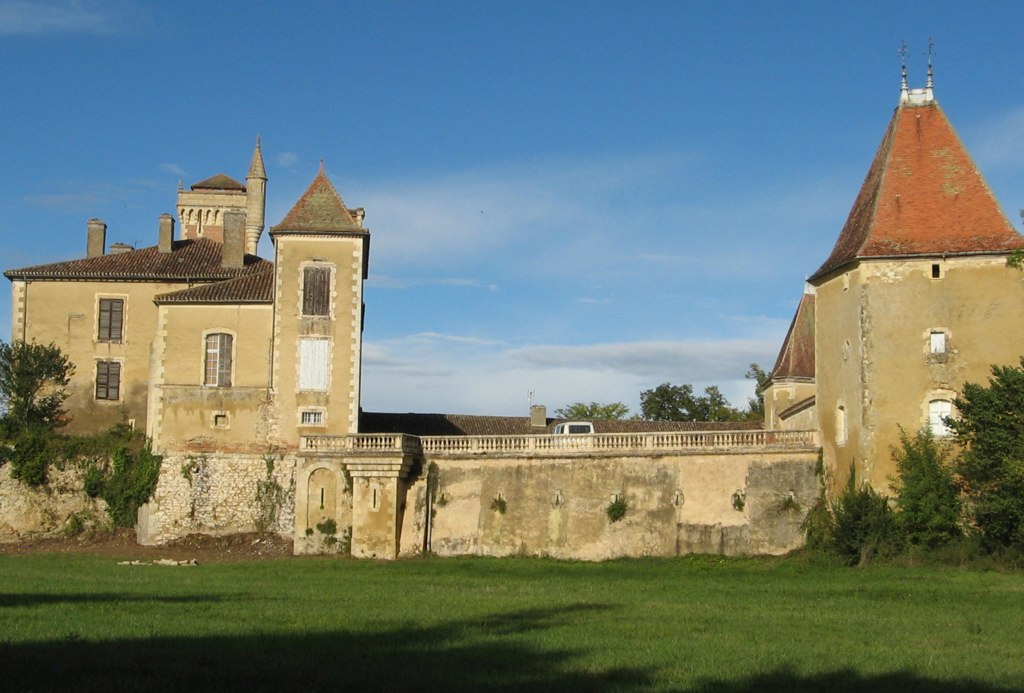
Château de Latour à Miramont-Latour
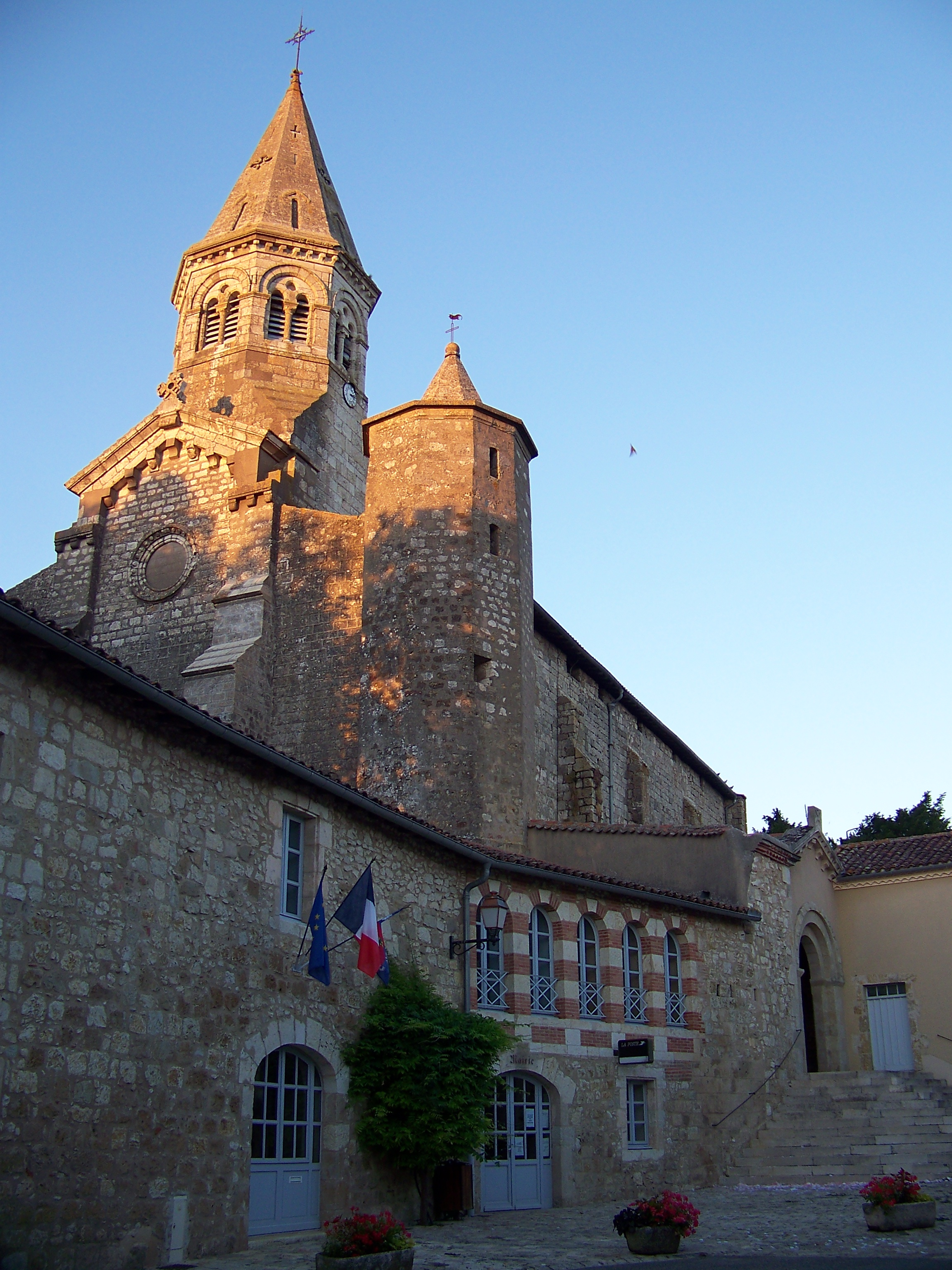
Église Saint-Michel à Montaut-les-Créneaux
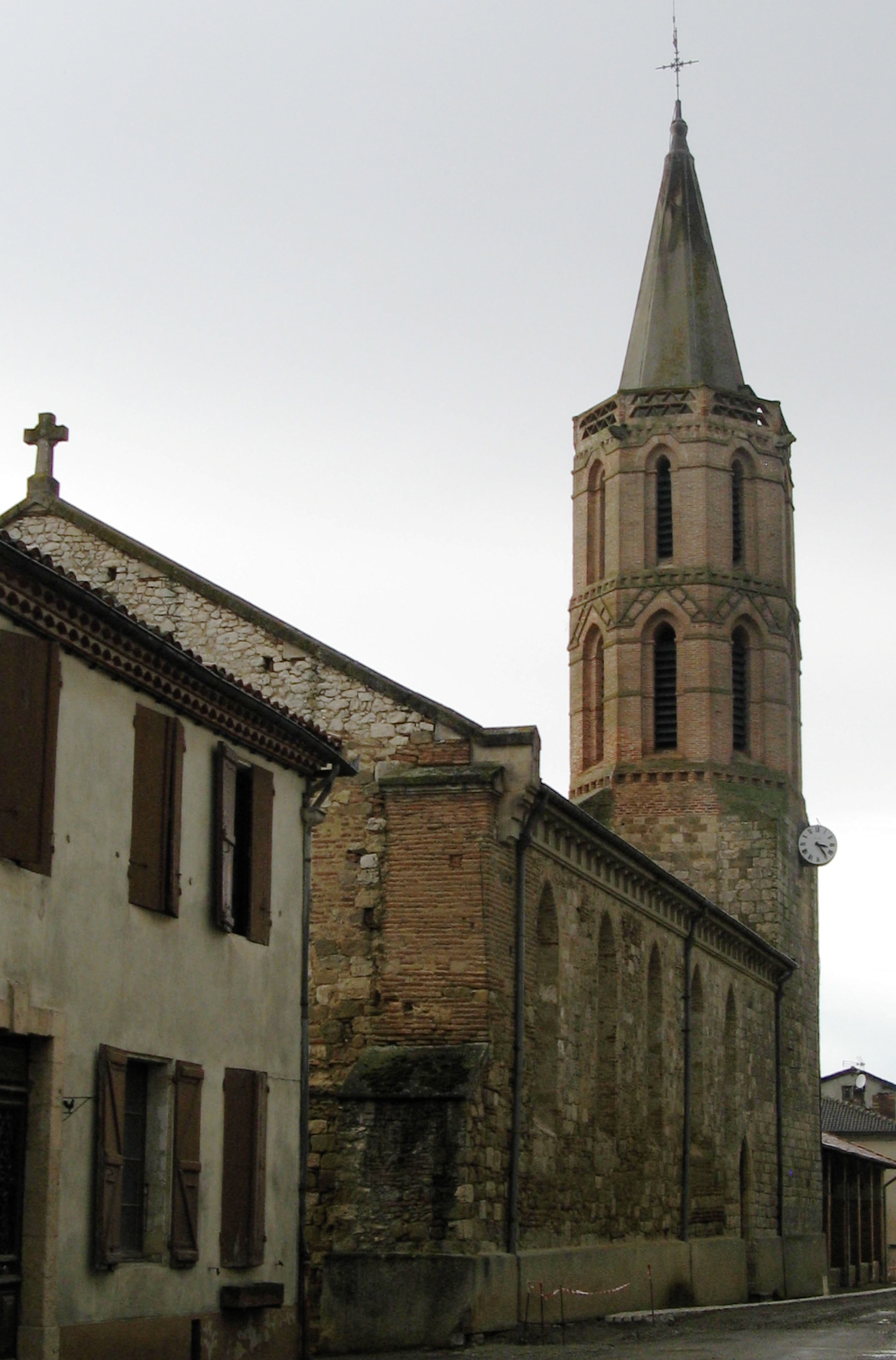
Église de Puycasquier
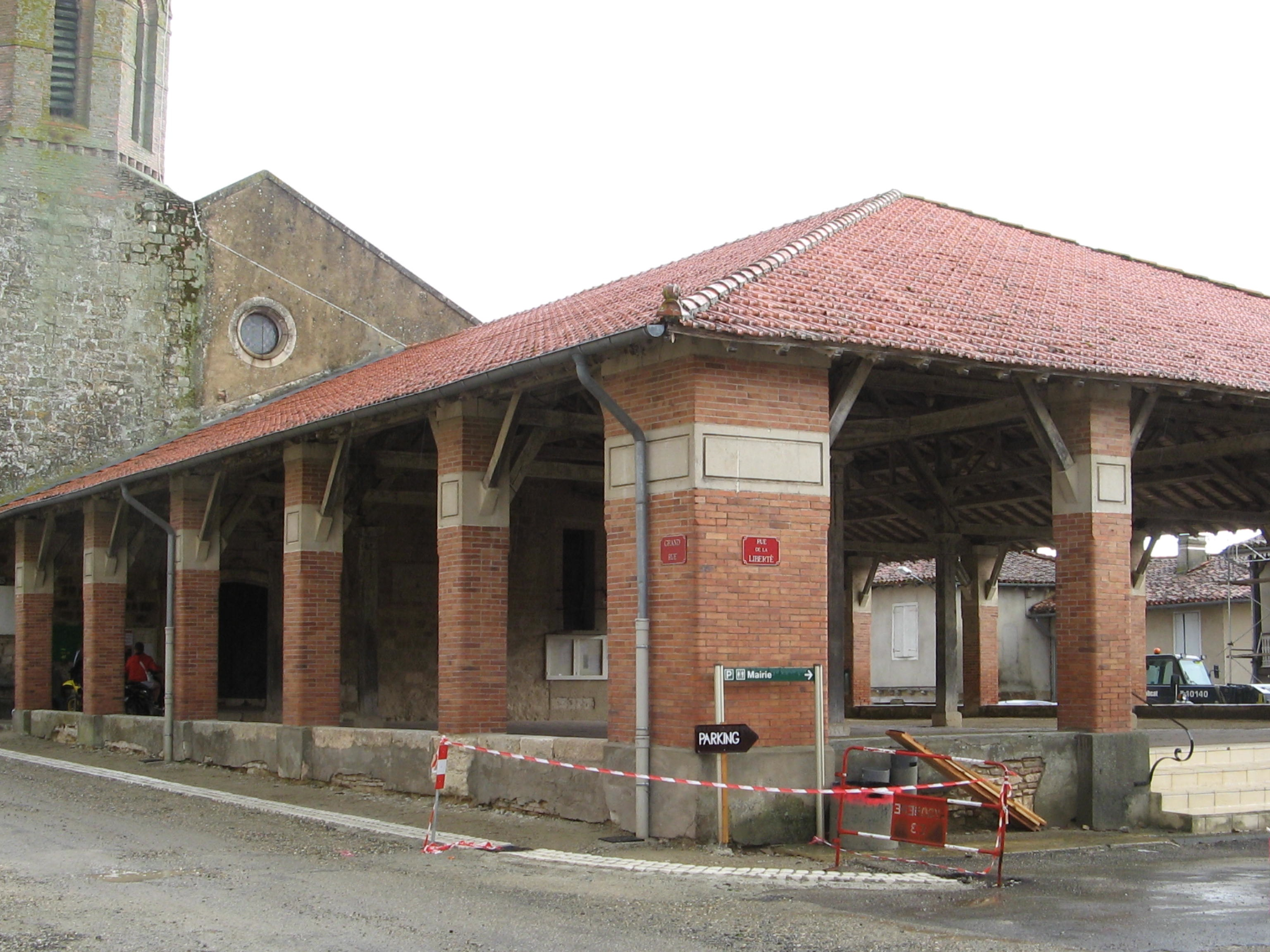
Halle de Puycasquier